# Brasil en la Copa Mundial de Fútbol de 1986
La Copa Mundial de Fútbol de 1986 fue la duodécima vez que la Selección de fútbol de Brasil participó en una Copa del Mundo. Fue y sigue siendo el único país que participó en todas las ediciones del torneo FIFA.
El equipo fue dirigido por Telê Santana y el capitán era Edinho. Brasil obtuvo el quinto lugar.

## Clasificación

### Grupo 3
| Team     | Pld | W | D | L | GF | GA | GD | Pts |
| -------- | --- | - | - | - | -- | -- | -- | --- |
| Brasil   | 4   | 2 | 2 | 0 | 6  | 2  | +4 | 6   |
| Paraguay | 4   | 1 | 2 | 1 | 5  | 4  | +1 | 4   |
| Bolivia  | 4   | 0 | 2 | 2 | 2  | 7  | −5 | 2   |

|                     | Bandera de Bolivia | Bandera de Brasil | Bandera de Paraguay |
| ------------------- | ------------------ | ----------------- | ------------------- |
| Bandera de Bolivia  | –                  | 0–2               | 1–1                 |
| Bandera de Brasil   | 1–1                | –                 | 1–1                 |
| Bandera de Paraguay | 3–0                | 0–2               | –                   |

## Goleadores del Brasil
2 goles
- Walter Casagrande

1 gol
- Zico
- Sócrates
- Careca

## Asistencia de Brasil
1 Asistencia
- Zico
- Renato Portaluppi
- Leandro
- Léo Júnior
- Walter Casagrande

## El ciclo de la Copa del Mundo
La participación de Brasil en la Copa del Mundo de 1986 tuvo un comienzo tumultuoso. Hubo cuatro entrenadores en el ciclo. Carlos Alberto Parreira comenzó al frente de la selección, pero tras el subcampeonato de la Copa América 1983 fue destituido. Eduardo Antunes Coimbra, hermano de Zico, dirigió a Brasil en tres partidos amistosos. Evaristo de Macedo asumió el cargo en 1985, pero dos semanas antes del inicio de las Eliminatorias, fue despedido debido a los malos resultados en los amistosos contra Colombia y Chile. Evaristo afirma que fue despedido por tratar de eliminar a "líderes negativos" como Sócrates, "su comportamiento era un problema grave".
Telê Santana, entrenador de la selección nacional en la Copa del Mundo anterior, asumió el cargo, utilizó algunos de los principales jugadores de la campaña de 1982 y clasificó fácilmente a Brasil para la Copa del Mundo.
Sin embargo, en enero de 1986 se celebraron elecciones a la presidencia de la CBF. La contienda fue entre Octávio Pinto Guimarães, candidato de Castor de Andrade, jefe del narcotráfico en Río de Janeiro; y Medrado Dias, candidato de Roberto Marinho, propietario de TV Globo. El seleccionador de Octávio era Telê Santana, mientras que el favorito de Medrado era Zagallo. Con la elección de Octávio Pinto Guimarães, Telê Santana fue confirmado como seleccionador para el Mundial de 1986.

## Preparación para el Mundial
Por el juego técnico y hábil que mostró en la edición anterior y las grandes estrellas que fueron convocadas, Brasil entró al Copa Mundial de Fútbol de 1986 como favorito en las casas de apuestas.
El período de preparación duró tres meses. Telê convocó a 29 jugadores en febrero. Se jugaron siete amistosos. Con dos derrotas iniciales ante Alemania Federal, 2-0, en Frankfurt, y Hungría, 3-0, en Budapest. Posteriormente, el equipo regresó a Brasil y registró cuatro victorias: Perú (4-0), Alemania del Este (3-0), Finlandia (3-0) y Yugoslavia (4-2). El partido de despedida fue un empate 1-1 con Chile en Curitiba el 7 de mayo de 1986, un mes antes del debut ante España. Las actuaciones de Brasil no fueron convincentes y el equipo parecía envejecido.
Durante la preparación, los jugadores tuvieron un día libre, pero tuvieron que regresar a la hora acordada. Varios jugadores salieron a hacer un asado y regresaron a las 4 de la mañana. En el camino de regreso saltaron el muro del hotel. Leandro, en mal estado, no pudo saltar el muro. Renato Gaúcho entró con el lateral por la puerta grande. Tele Santana cortó por indisciplina a Renato, quien había sido titular de Brasil en las Eliminatorias. Leandro, en apoyo de Renato, se negó a embarcarse hacia México, incluso ante las súplicas de Zico. Los cortes de Leandro y Renato produjeron una crisis antes de que comenzara el mundial.
Zico sufrió una lesión del ligamento cruzado, por lo que requirió cirugía, que en ese momento duraría nueve meses. El médico convenció de que realizando trabajos de fortalecimiento muscular sería posible estar en el mundial. En el amistoso contra Chile, Zico se torció el tobillo y pidió ser liberado, pero lo convencieron para continuar. Zico empezó a venir desde el banquillo de reserva: "Acepté, dejé de lado lo que me pedía el corazón y asumí la responsabilidad".

## Jugadores
| #     | Nac | Nombre               | Posición       | Edad           | Club             |
| ----- | --- | -------------------- | -------------- | -------------- | ---------------- |
| 1     |     | Carlos Roberto Gallo | Portero        | 30             | Corinthians      |
| 2     |     | Édson Boaro          | Defensa        | 26             | Corinthians      |
| 3     |     | Oscar                | Defensa        | 31             | São Paulo        |
| 4     |     | Edinho               | Defensa        | 30             | Udinese          |
| 5     |     | Falcão               | Mediocampista  | 32             | São Paulo        |
| 6     |     | Júnior               | Defensa        | 31             | Torino           |
| 7     |     | Müller               | Delantero      | 20             | São Paulo        |
| 8     |     | Walter Casagrande    | Delantero      | 23             | Corinthians      |
| 9     |     | Careca               | Delantero      | 25             | São Paulo        |
| 10    |     | Zico                 | Mediocampista  | 32             | Flamengo         |
| 11    |     | Edivaldo †           | Delantero      | 24             | Atlético Mineiro |
| 12    |     | Paulo Vitor          | Portero        | 28             | Fluminense       |
| 13    |     | Josimar              | Defensa        | 24             | Botafogo         |
| 14    |     | Julio César          | Defensa        | 23             | Guarani          |
| 15    |     | Alemão               | Mediocampista  | 24             | Botafogo         |
| 16    |     | Mauro Galvão         | Defensa        | 24             | Internacional    |
| 17    |     | Branco               | Mediocampista  | 22             | Fluminense       |
| 18    |     | Sócrates †           | Mediocampista  | 32             | Flamengo         |
| 19    |     | Elzo Coelho          | Mediocampista  | 25             | Atlético Mineiro |
| 20    |     | Paulo Silas          | Mediocampista  | 20             | São Paulo        |
| 21    |     | Valdo                | Mediocampista  | 22             | Gremio           |
| 22    |     | Emerson Leão         | Portero        | 36             | Palmeiras        |
| D. T. |     | Telê Santana †       | Telê Santana † | Telê Santana † | Telê Santana †   |

## Campaña
Con un fútbol por debajo de las expectativas, la Seleção tuvo dificultades en su debut en el Mundial, ante los españoles. Sólo en el segundo tiempo, Brasil anotó el 1-0, con Sócrates. El gol del "Doctor" fue muy disputado por los españoles, quienes alegaron que la jugada estaba en fuera de juego. España afirmó haber sido perjudicada por el árbitro australiano Cristopher Bambridge, que anuló un gol legítimo de Michel. El disparo del español pegó en el larguero y cayó visiblemente más allá de la línea de gol de Carlos, pero el árbitro ordenó continuar el partido.
Contra los argelinos, una vez más la Seleção no estuvo a la altura de las expectativas. Brasil volvió a ganar 1-0, esta vez con gol de Careca. Después de este partido, Alemão, Casagrande y Édson fueron sorprendidos bebiendo cerveza durante un espectáculo de circo. El episodio fue noticia en los periódicos brasileños y afectó el ambiente en la Seleção.
En la tercera ronda, contra Irlanda del Norte, Telê Santana seleccionó al lateral Josimar, en sustitución de Édson, lesionado. El equipo tuvo un buen desempeño y realizó su mejor partido en la primera fase. 3 a 0. La selección brasileña se clasificó a octavos de final en primer lugar, sin encajar un solo gol.
Contra los polacos, la selección brasileña realizó su mejor partido del Mundial. Al inicio del partido, Brasil se vio sorprendido por un disparo polaco que pegó en el poste. Pero los brasileños jugaron bien individualmente. Con buenas jugadas, Brasil derrotó a Polonia por 4-0.
Animados por su victoria contra Polonia, los brasileños se enfrentaron a Francia, campeona de Europa en 1984, en cuartos de final. Los dos equipos disputarán uno de los mejores partidos de la historia de los Mundiales. El equilibrio marcó el partido y las mejores oportunidades fueron para Brasil. A los 18 minutos de partido, Careca abrió el marcador. Fue el quinto gol del máximo goleador del equipo en aquel Mundial. Los franceses llegaron al empate en la primera parte. En una jugada en la que participaron Giresse, Rocheteau y Stopyra, la estrella Michel Platini empató a los 40 minutos. Fue el primer gol encajado por la Seleção, después de haber marcado diez veces. En la segunda etapa, Brasil tenía el partido controlado. Branco avanzó, jugó para Zico, recibió un hermoso pase y fue derribado en el área por el portero Joël Bats. Zico, que acababa de sustituir al delantero Müller, se adelantó para ejecutar el penalti, pero el número 10 disparó mal y el portero francés detuvo. El partido llegó a la prórroga, pero siguió empatado. En la tanda de penaltis ganaron los franceses. Uno de los disparos alcanzó en la espalda al portero Carlos antes de entrar. Carlos quedó con la imagen de tener mala suerte. Y Zico y toda esa generación brasileña tenían la imagen de jugar bien, pero no ganar
Zico: "El ídolo tiene una responsabilidad muy grande. Tiene que asumir esta situación. No puede huir de esa responsabilidad. No pegué bien, tal vez no tenía ritmo para el partido, pero ésa no fue la razón de la eliminación de Brasil. Un equipo tiene que estar preparado para estas ocasiones. Las ocasiones falladas pueden suceder. Un equipo no puede desanimarse por haber perdido una oportunidad así. En la tanda de penales, no me privé de volver a lanzarlos, y nuestro equipo acabó perdiendo. Lo que me entristeció fue el comentario de los jugadores de los 50, que no tenía ni idea de lo que había sido esa decepción, hubo una frase: "Bueno, ahora nadie va a hablar de los 50, sólo van a hablar del penalti que falló Zico".

## Primera Fase

### Grupo D
| Pos. | Equipo            | Pts. | PJ | G | E | P | GF | GC | Dif. | Clasificación    |
| ---- | ----------------- | ---- | -- | - | - | - | -- | -- | ---- | ---------------- |
| 1    | Brasil            | 9    | 3  | 3 | 0 | 0 | 5  | 0  | +5   | Octavos de Final |
| 2    | España            | 6    | 3  | 2 | 0 | 1 | 5  | 2  | +3   | Octavos de Final |
| 3    | Irlanda del Norte | 1    | 3  | 0 | 1 | 2 | 2  | 6  | −4   |                  |
| 4    | Argelia           | 1    | 3  | 0 | 1 | 2 | 1  | 5  | −4   |                  |

 Fuente: FIFA

#### Brasil - España
| 1 de junio de 1986 | España | 0:1 (0:0) | Brasil       | Estadio Jalisco, Guadalajara                                            |                                                                         |
|                    |        | Reporte   | Sócrates 62' | Asistencia: 35.748 espectadores Árbitro(s): Chris Bambridge (Australia) | Asistencia: 35.748 espectadores Árbitro(s): Chris Bambridge (Australia) |

#### Brasil - Argelia
| 6 de junio de 1986 | Brasil     | 1:0 (0:0) | Argelia | Estadio Jalisco, Guadalajara                                                 |                                                                              |
|                    | Careca 66' | Reporte   |         | Asistencia: 48.000 espectadores Árbitro(s): Rómulo Méndez Molina (Guatemala) | Asistencia: 48.000 espectadores Árbitro(s): Rómulo Méndez Molina (Guatemala) |

#### Brasil - Irlanda del Norte
| 12 de junio de 1986 | Irlanda del Norte | 0:3 (0:2) | Brasil                        | Estadio Jalisco, Guadalajara                                                      |                                                                                   |
|                     |                   | Reporte   | Careca 15', 87' · Josimar 42' | Asistencia: 51.000 espectadores Árbitro(s): Sigfried Kirschen (Alemania Oriental) | Asistencia: 51.000 espectadores Árbitro(s): Sigfried Kirschen (Alemania Oriental) |

## Octavos de final
| 16 de junio de 1986 | Brasil                                                             | 4:0 (1:0) | Polonia | Estadio Jalisco, Guadalajara                                               |                                                                            |
|                     | Sócrates 30' (pen.) · Josimar 55' · Edinho 79' · Careca 83' (pen.) | Reporte   |         | Asistencia: 45.000 espectadores Árbitro(s): Volker Roth (Alemania Federal) | Asistencia: 45.000 espectadores Árbitro(s): Volker Roth (Alemania Federal) |

## Cuartos de final
| 21 de junio de 1986, 12:00 | Brasil                                          | 1:1 (1:1, 1:1) (t. s.)(3:4 p.) | Francia                                          | Estadio Jalisco, Guadalajara                          |                                                       |
|                            | Careca 17'                                      | Reporte                        | Platini 41'                                      | Asistencia: 65 000 espectadores Árbitro(s): Ioan Igna | Asistencia: 65 000 espectadores Árbitro(s): Ioan Igna |
|                            |                                                 | Tiros desde el punto penal     |                                                  |                                                       |                                                       |
|                            | Sócrates · Alemão · Zico · Branco · Júlio César |                                | Stopyra · Amoros · Bellone · Platini · Fernández |                                                       |                                                       |

## Goleadores[6]
5 goles
- Careca

2 goles
- Josimar
- Sócrates

1 gol
- Edinho

## Asistencias[6]
2 asistencias
- Alemão

1 asistencia
- Careca
- Zico
- Léo Júnior
- Müller